# Třída Chasseur
Třída Chasseur byla třída torpédoborců francouzského námořnictva. Celkem bylo postaveno pět jednotek této třídy, z toho jedna pro Peru. Francouzské námořnictvo je provozovalo v letech 1909–1927. Byly to první francouzské torpédoborce vybavené kotly na topný olej. Peruánský torpédoborec Teniente Rodríguez (ex Actée) dosloužil až roku 1939.

## Pozadí vzniku
Celkem bylo postaveno pět jednotek této třídy. Do služby byla přijaty v letech 1909–1911. Do stavby se zapojily francouzské loděnice Normand v Le Havre, Schneider et Cie v Chalon-sur-Saône, Penhoët v St.Nazaire a Forges et Chantiers de la Méditerranée v La Seyne. Jeden torpédoborec byl během stavby prodán Peru.
Jednotky třídy Chasseur:
| Jméno                         | Loděnice                 | Založení kýlu | Spuštěn         | Vstup do služby | Osud |
| ----------------------------- | ------------------------ | ------------- | --------------- | --------------- | --- |
| Chasseur (M58)                | Normand                  | 1907          | 20. února 1909  | listopad 1911   | Vyřazen 1919. |
| Teniente Rodríguez (ex Actée) | Schneider et Cie         | 1907          | 1909            | 1911            | Během stavby prodán Peru. Ve 30. letech cvičná loď. Vyřazen 1939.                                                                       |
| Janissaire (M63)              | Penhoët                  | 1908          | 12. dubna 1910  | červen 1911     | Vyřazen 1920. |
| Fantassin (M64)               | F. C. de la Méditerranée | 1908          | 17. června 1909 | červen 1911     | Dne 5. června 1916 byl ve Středomoří těžce poškozen srážkou s torpédoborcem Mameluk. Následně jej děly potopil torpédoborec Fauconneau. |
| Cavalier (M65)                | Normand                  | 1908          | 9. května 1910  | leden 1911      | Dne 17. srpna 1914 poškozen srážkou s torpédoborcem Fantassin. Po opravě využíván k výcviku. Vyřazen 1927.                              |

## Konstrukce

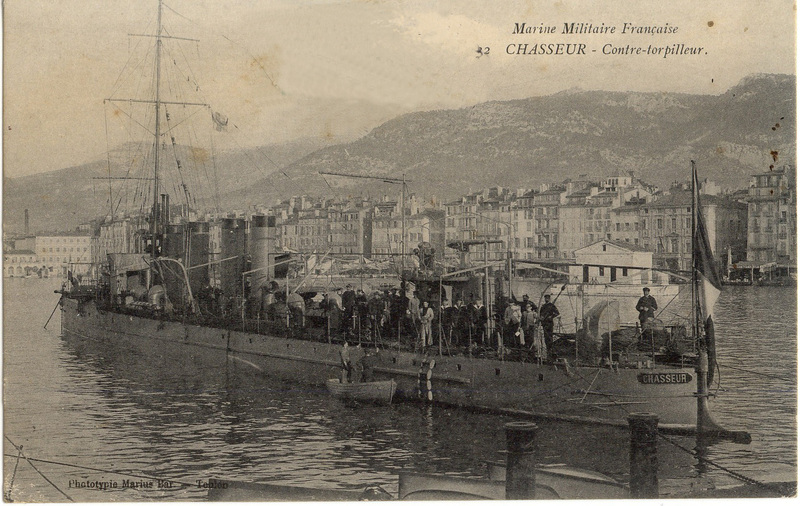
Chasseur

Výzbroj představovalo šest 65mm kanónů a tři 450mm torpédomety. Torpédoborce měly čtyři komíny. Pohonný systém tvořily čtyři kotle Normand a tři parní turbíny Parsons o výkonu 7200 shp. Poháněly tři lodní šrouby. Janissaire měl turbíny Foster-Wheeler, Actée měl kotle Du Temple a turbíny Schneider-Zoelly. Kotle prototypu a Actée spalovaly uhlí, u jejich sesterských lodí topný olej. Nejvyšší rychlost dosahovala 28 uzlů. Dosah byl 1400 námořních mil při rychlosti 10 uzlů u prototypu, 1200 námořních mil u Actée a 1500 námořních mil u ostatních plavidel.

### Modifikace
Cavalier musel projít opravou po srážce se sesterskou lodí Fantassin. Po opravě nenesl záďový torpédomet.